# Каракурджали
Каракурджали (на гръцки: Κρωβύλη, Кровили) е село в Западна Тракия, Гърция. Селото е част от община Марония - Сапес ( Марония-Шапчи ). Според преброяването от 2001 година Старо Каракурджали (Палеа Кровили) има 239, а Каракурджали (Кровили) – 234 жители.

## География
Селото е разположено на 25 километра югоизточно от Гюмюрджина (Комотини) и на 8 километра южно от Чадърли (Стрими).

## История
В XIX век Каракурджали е българско село в Гюмюрджинска кааза в Одринския вилает на Османската империя. Според „Етнография на вилаетите Адрианопол, Монастир и Салоника“, издадена в Константинопол в 1878 година и отразяваща статистиката на населението от 1873 година, Каракурджали (Karacourdjali) има 50 домакинства и 210 жители българи.
През 90-те години на 19-ти век Каракурджали е единственото българско гюмюрджинско село, което остава вярно на Цариградската патриаршия. Въпреки натиска от околните български села, селото с малки изключения остава гъркоманско почти до Хуриета, тъй като има материални връзки с гръцки първенци в Гюмюрджина. Все пак в селото има дейци на ВМОРО, сред които и свещеник Никола.
| Църковно-училищни и революционни дейци | Църковно-училищни и революционни дейци |
| Име                                    | Бележка                                |
| -------------------------------------- | -------------------------------------- |
| 1. Никола                              | свещеник                               |
| 2. Петко Попов                         | син на поп Никола                      |
| 3. Петко Янчев                         |                                        |
| 4. Митрю Панастев                      |                                        |
| 5. Петко Чорбаджията Кокудев           |                                        |
| 6. Георги Кокудев                      |                                        |
| 7. Тодор Налбантина                    |                                        |
| 8. Георги Дишлиев                      |                                        |
| 9. Васил Коджаазлиев                   |                                        |
| 10. Стою Коджаазлиев                   |                                        |
| 11. Димо Кадията                       |                                        |
| 12. Митрю Кукурешев                    |                                        |

Според статистиката на професор Любомир Милетич в 1912 година в селото живеят 160 български екзархийски семейства смесени с 35 семейства турци.
При избухването на Балканската война в 1912 година двама души от Каракурджали са доброволци в Македоно-одринското опълчение.

## Личности
Родени в Каракурджали
- Димитър Ангелов Кундев, македоно-одрински опълченец, 2 рота на 10 прилепска дружина[6]
- Димитър Иванов Недев, македоно-одрински опълченец, 2 рота на 10 прилепска дружина[7]